# 키즈톡톡 플러스
키즈톡톡 플러스(Kids Talk Talk Plus)는 KT스카이라이프 자회사인 KT ENA가 운영하는 유아 대상 영어 교육 방송으로, 2003년 3월 31일에 개국하였다. 슬로건은 광고없는 유익한 영어교육채널이다. 슬로건처럼 방영 시간중 광고 한편 내보내지 않는다. 방영 시간은 아침 6시부터 자정까지 총 18시간 방송한다. 2012년 5월 24일까지는 키즈톡톡이라고 불렀다. 2012년 10월 24시간 동안 방송한다. 2013년 3월 31일에는 키즈톡톡 론칭 10주년 되었다. 2017년 키즈톡톡 베이직채널를 키즈톡톡 플러스로 통합되었다.

### 방송 시간
- 2003년 3월 31일 ~ 2012년 9월 30일 - 오전 6시 ~ 다음날 새벽 12시 (18시간)

- 2012년 10월 1일 ~ 현재 - 오전 6시 (24시간)

## 방영 프로그램
- PooBoo's Crunchy Science
- Animal Big Show
- PPippo! PPippo! Word Change
- The Story For Bedtime (제작 : 블루앤트리)
- Moster Music Factory
- Sealoo (시즌 1,2)
  - Sealoo & Friends
  - Sealoo & Daddy
- DooBy Doobop's Pirate Adventure
- Hello Yoga Kids
- Math Show CoCo DooDle Doo (시즌 1,2)
  - Math Story CoCo DooDle Doo
- Vroom Rider The Story Expoloers
- The Adventure Of Miro (시즌 1,2)
- Magic Art Village (시즌 1,2)
- Math Master (제작 : Tan M&C)
- Drawing Show Ms.Pen (시즌 1,2)
  - Drawing Show Ms.Sing
- Magic Cookies (제작 : Tan M&C)
- ChiChi PingPing Fantasy Adventure (제작 : 아리모아)
- Lotty Friends (제작 : 호텔롯데 월드사업부, 시나몬컴퍼니)